# イリマニ
イリマニ（IllimaniまたはNevado Del Illimani）は南米ボリビアのアンデス山脈レアル山群（Cordillera Real）にある山である。

## 概要
ボリビア中央部のラパス県にあり、レアル山群を含むアンデス山脈の東山脈（Cordillera Oriental）の最高峰である。4つの鋭峰を持ち、最も高い南峰は標高6,439m。標高4,500m以上は万年雪に覆われている。残る3つのピークは、北峰（デ・パリス峰De Paris）6,403m・ライカ・クリュ峰Layca Kullu6,149m・ピコ・デル・インディオ峰Pico Dei Indio6,109mとなっている。
「イリマニ」とは、アイマラ語で「黄金のコンドル」を意味する。ボリビアの事実上の首都ラパス市の南東約30kmあまりに位置し、晴れていれば市内どこからでもその姿を眺めることができる。このため、古くから信仰の対象になるなど、重要な意味を持って扱われている。ボリビアではアンデスの神話の中の最高神インティを表すものとしてとらえられている。また、山の美しさや偉大な自然を讃える多くのアンデスフォルクローレに歌われている。
なお、この山の名を冠した「インティ・イリマニ」（Inti-Illimani）というフォルクローレの有名なグループがあるが、このグループはボリビアではなくチリのグループである。

## 歴史
「初登頂」は1898年に英国人とスイス人の登山チームにより記録されるが、このとき6000m付近で、原住民が作ったと思われるロープの切れ端が発見されている。
1985年1月1日、パラグアイの首都アスンシオンからエル・アルト国際空港に向けて飛行していたイースタン航空の980便が、標高19,600フィート（約5,970m）付近に衝突した（イースタン航空980便墜落事故）。墜落地点が山頂近くであったこと、悪天候のため救助活動が遅れた。乗員乗客29名全員が死亡。コックピットボイスレコーダーやフライトデータレコーダーは未だに回収されていない。